# شاهزاده محمد (پسر سلیمان یکم)
شاهزاده محمد، (تولد ۱۵۲۱ استانبول – مرگ ۶ نوامبر ۱۵۴۳ مانیسا) پسر سلطان سلیمان قانونی و اولین فرزند مشترک او با خرم سلطان بود.

## زندگی
شاهزاده محمد در سال ۱۵۲۰ یا ۱۵۲۱ در استانبول متولد شد. تولد او وضعیت خرم سلطان در حرم‌سرا تغییر داد. به گفته بیشتر مورخان محمد به برادرش شاهزاده مصطفی بسیار شبیه بود و حتی خلقیات محمد را برتر از مصطفی توصیف کرده‌اند. به گفته اولیا چلبی آن‌ها رابطه بسیار خوبی بایکدیگر داشتند.
سلیمان، محمد را بیشتر از مصطفی لایق جانشینی می‌دانست و به وی محبت بیشتری داشته است چنانچه در سال ۱۵۴۱ محمد را به فرمانداری مانیسا منصوب کرد و مصطفی را به آماسیه فرستاد. البته خرم سلطان نقش اساسی در انتصاب محمد در مقام فرمانداری مانیسا که شهر ولیعهد سلطنت محسوب می‌شد داشته است.

## مرگ
شاهزاده محمد در ۶ نوامبر ۱۵۴۳ در سن ۲۲ سالگی فوت شد. دلایل متفاوتی درباره مرگ وی ارائه شده است. برخی از مورخان متقدند محمد به دلیل آبله فوت شد
بعد از مرگ محمد، سلطان سلیمان به همراه خرم سلطان دستور ساخت مسجد شاهزاده را به معمار سنان دادند تا یادبودی برای فرزندش باشد. ساخت و ساز این مسجد در سال ۱۵۴۸ به پایان رسید. جسد محمد ابتدا در مسجد یاوز سلیم دفن شد اما با کامل شدن ساخت مسجد شاهزاده جسدش به مسجد جدید منتقل شد.

## خانواده
به گفته آنتونی آلدرسون وی همسری به نام آیه خاتون داشت. محمد هنگام مرگ تنها یک دختر داشت؛ هماشاه سلطان که بعد از مرگ پدرش همراه با مادرش به استانبول رفت.